# Лансфорд
Лансфорд (на английски: Lansford) е град в окръг Карбон, Пенсилвания, Съединени американски щати. Основан е през 1845 и се намира на 55 km северно от Рединг. Населението му е 3798 души (по приблизителна оценка от 2017 г.).
В Лансфорд е роден офицерът Ричард Марчинко (р. 1940).